# لاخدنبوخايا
لاخدنبوخايا (بالروسية: Лахденпохья) هي إحدى مدن روسيا في الكيان الفدرالي الروسي جمهورية كاريليا.